# Michele Picaro
Michele Picaro (ur. 15 maja 1981 w Bari) – włoski polityk, urzędnik i samorządowiec, poseł do Parlamentu Europejskiego X kadencji.

## Życiorys
Ukończył studia prawnicze na Uniwersytecie w Bari, pracował jako urzędnik administracji skarbowej. Był radnym dzielnicowym w Bari. Związany z Sojuszem Narodowym, następnie z Ludem Wolności i Forza Italia. W 2014 i 2019 wybierany na radnego miejskiego w Bari. W 2021 został przewodniczącym partii Bracia Włosi w prowincji Bari, a w 2022 zasiadł w radzie regionalnej Apulii.
W wyborach w 2024 uzyskał mandat posła do Parlamentu Europejskiego X kadencji.